# 篠原沙耶香
篠原 沙耶香（しのはら さやか、1996年8月6日 - ）は、日本の元女子バレーボール選手である。

## 来歴
群馬県太田市出身。友人に誘われて小学2年次からバレーボールを始めた。2009年に中学生バレーボールエリートを育成する貝塚ドリームスに入部した。全国都道府県対抗中学バレーボール大会で、2010年に3位入賞、2011年には準優勝を果たした。
高校は地元の強豪校である高崎商科大学附属高等学校に進学。
2015年1月、VプレミアリーグのNECレッドロケッツは篠原の入団内定を発表した。
2019年、2018-19シーズンをもってNECを退団。同期の古賀紗理那は、ベンチ入りできないときもコツコツと努力を重ねていたのを見ていたから、リリーフサーバーとしてチームに貢献したのがとても嬉しかったとコメントを送った。

## 所属チーム
- 沢野エンジェルス、太田VBC
- 貝塚ドリームス
- 高崎商科大学附属高等学校（2012-2015年）
- NECレッドロケッツ（2015-2019年）

## 個人成績
Vプレミアリーグレギュラーラウンドにおける個人成績は下記の通り。
| シーズン | 所属 | 出場 | 出場   | アタック | アタック | アタック | アタック | ブロック | ブロック | サーブ | サーブ | サーブ | サーブ | レセプション | レセプション | 総得点 | 備考 |
| -------- | ---- | ---- | ------ | -------- | -------- | -------- | -------- | -------- | -------- | ------ | ------ | ------ | ------ | ------------ | ------------ | ------ | ---- |
| シーズン | 所属 | 試合 | セット | 打数     | 得点     | 決定率   | 効果率   | 決定     | /set     | 打数   | エース | 得点率 | 効果率 | 受数         | 成功率       | 総得点 | 備考 |
| 2015/16  | NEC  | 4    | 0      | 0        | 0        | 0.0%     | %        | 0        | 0.00     | 0      | 0      | %      | 0.0%   | 0            | 0.0%         | 0      |      |
| 2016/17  | NEC  | 10   | 9      | 1        | 1        | 100.0%   | %        | 0        | 0.00     | 1      | 0      | %      | 0.0%   | 0            | 0.0%         | 1      |      |
| 2017/18  | NEC  | 1    | 0      | 0        | 0        | 0.0%     | %        | 0        | 0.00     | 0      | 0      | %      | 0.0%   | 0            | 0.0%         | 0      |      |
| 2018/19  | NEC  |      |        |          |          | %        | %        |          |          |        |        | %      | %      |              | %            |        |      |